# Franz Susset
Franz Anton Susset (* 27. Juli 1932 in Wimmental; † 5. Februar 2023) war ein deutscher Kommunalpolitiker (CDU). Von 1973 bis 1989 war er der erste Landrat des Hohenlohekreises.

## Leben
Susset entstammte einer seit Beginn des 19. Jahrhunderts in der Lokalpolitik engagierten Wimmentaler Familie, die mehrere Gemeinderäte, Schultheißen und Bürgermeister stellte. Sein Großonkel Karl Oswald Susset war württembergischer Oberamtmann, sein 1896 geborener Onkel Eugen Richard Susset war von 1935 bis 1945 und erneut von 1946 bis zu seinem Tod 1953 Bürgermeister Wimmentals.
Franz Sussets Vater Oswald Johann Susset (1887–1973) war von 1946 bis 1951 Gemeinderat. Neben Franz Susset hatte er zwei weitere Söhne; Egon Susset (1929–2013) wurde Weingärtner, Wimmentaler Bürgermeister und CDU-MdB, der jüngste Sohn Eugen Susset war Gemeinderat in Oedheim und verunglückte 1987 tödlich.
Nach dem Besuch von Schulen in Weinsberg, Heilbronn und Bad Mergentheim absolvierte Franz Susset 1952 das Abitur und begann in Tübingen ein Studium der Katholischen Theologie, wechselte dann jedoch das Studienfach und studierte 1953 bis 1956 in Tübingen und München Rechtswissenschaften. Seit 1953 war er Mitglied der katholischen Studentenverbindung WKStV Unitas-Markomannia Tübingen im UV. Der ersten juristischen Staatsprüfung 1956 folgte von 1957 bis 1960 eine Referendarausbildung in Heilbronn am dortigen Amtsgericht, am Landgericht Heilbronn, bei der Staatsanwaltschaft und beim Landratsamt Heilbronn. Nach der zweiten juristischen Staatsprüfung 1961 und einer kurzen Tätigkeit als Industrieassessor bei den NSU Motorenwerken in Neckarsulm war er nacheinander Regierungsassessor bei den Landratsämtern in Öhringen (1961) und Reutlingen (1961 bis 1963) sowie beim Regierungspräsidium Tübingen (1963 bis 1965). 1965 wechselte er ins Innenministerium Baden-Württemberg, wo er bis 1969 blieb. 1968 promovierte er in Tübingen.
1969 wechselte Susset wieder ins Landratsamt Öhringen, wo er bis 1971 Erster Landesbeamter war, anschließend bis 1972 Amtsverweser des Landratspostens. Im durch die Kreisreform von 1973 neu gebildeten Hohenlohekreis, der durch die Vereinigung der Altkreise Öhringen und Künzelsau entstand und dessen Erschaffung Susset mit durchgesetzt hatte, war er zunächst ebenfalls Amtsverweser und wurde dann zum Landrat gewählt. Dieses Amt hatte er bis 1989 inne. In Sussets Amtszeit gelangen, jeweils unter wesentlicher Beteiligung des Landrats, unter anderem der rasche Neubau des Landratsamtes in Künzelsau, die Sicherstellung einer Folgenutzung für das Kloster Schöntal nach dem Auszug des dortigen Evangelisch-Theologischen Seminars im Jahr 1975, die Ansiedlung der Reinhold-Würth-Hochschule (einer Zweigstelle der Hochschule Heilbronn) in Künzelsau und die Etablierung des Nahverkehrs Hohenlohekreis.
1989 ging Susset in die Industrie zu der in Hohenlohe beheimateten Würth-Gruppe des Unternehmers Reinhold Würth, wo er sich um Öffentlichkeitsarbeit, Repräsentationsaufgaben und die Stiftung Würth kümmerte. 2001 beendete er seine Tätigkeit bei Würth.
Susset war römisch-katholischer Konfession. Aus seiner Ehe mit seiner Frau Erika gingen drei Kinder hervor.

## Ehrungen
- 1983: Verdienstkreuz am Bande der Bundesrepublik Deutschland
- 1989: Verdienstkreuz 1. Klasse der Bundesrepublik Deutschland
- 2007: Große Ehrenmedaille in Gold des Hohenlohekreises